# Colurieae
Colurieae Rydb.è una tribù della sottofamiglia Rosoideae della famiglia delle Rosaceae.

## Tassonomia
La tribù comprende i seguenti generi:
- Coluria R.Br.
- Fallugia Endl.
- Geum L.
- Sieversia Willd.
- Waldsteinia Willd.